# Papilio inopinatus
Papilio inopinatus är en fjärilsart som beskrevs av Butler 1883. Papilio inopinatus ingår i släktet Papilio och familjen riddarfjärilar. Inga underarter finns listade i Catalogue of Life.

## Bildgalleri

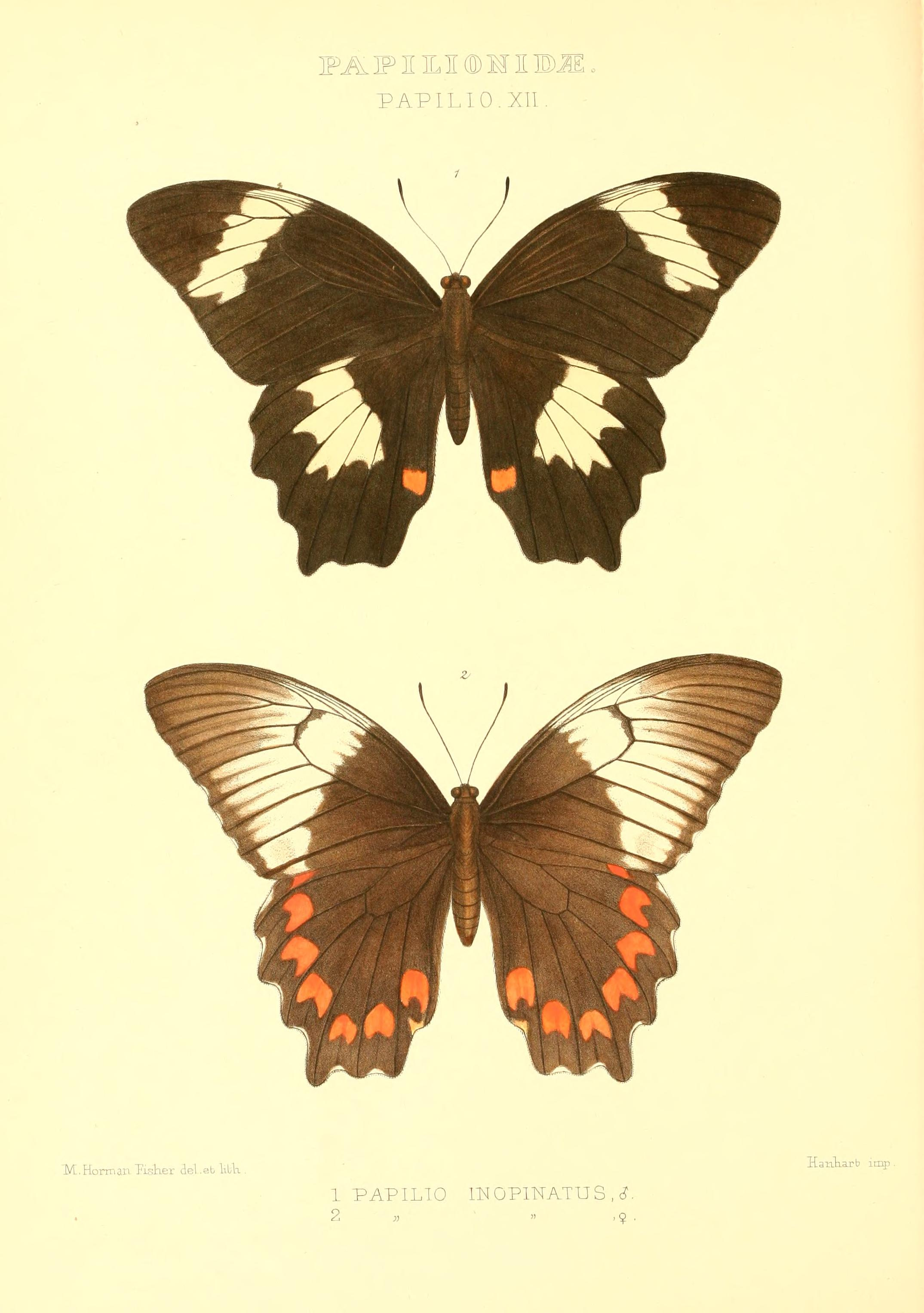